# Сомборски венци
Сомборски венци су четири улице које чине "венац" у оквиру кога је смештено старо језгро Сомбора и улице у њему.

## Историја
Четири сомборска венца настала су током 18. века, правцем којим се протезао некадашњи турски шанац, ископан око 1684/85. године, у време надирања аустријске царске војске кроз Угарску.
Како су аустријске трупе у лето 1687. године освојиле град без борбе, кроз турски шанац пуштена је вода, па су се у њега сливале воде скупљене у средишту града.
Шанчеви су затрпани крајем 19. и почетком 20. века.
Са обе стране шанца грађене су током 18. и 19. века куће и тако су формиране четири улице, назване у другој половини XIX века „венцима“.
Половином седамдесетих година 19. века коловози сва четири сомборска венца су калдрмисана, а почетком шездесетих година 20. века су асфалтиране.
Улице су широке и озелењене прво "киселим" дрвима а затим су 1903. године посађени дрвореди бођоша.

## Имена венаца
Током последње четвртине 19. века четири венца добила су имена по истакнутим мађарским културним и јавним личностима:
- Венац Деак Ференца (данас Венац војводе Степе Степановића)
- Венац Етвеш Јожефа (данас Венац војводе Живојина Мишића)
- Венац Јелисаветин (данас Венац војводе Петра Бојовића)
- Венац Сечењи Иштвана (данас Венац војводе Радомира Путника)
Када је Сомбор, крајем 1918. године, припао новооснованој краљевини СХС, четири сомборска венца ускоро су добила имена по четворици српских војвода из Првог светског рата (Радомиру Путнику, Степи Степановићу, Живојину Мишићу и Петру Бојовићу) и ови називи одржали су се до данас.
За време мађарске окупације од (1941-1944) године, венцима су враћена некадашња имена, осим Венца Ержебет, односно Венац Војводе Петра Бојовића, који је добио име вође Рајха Адолфа Хитлера.
После Другог светског рата венци су носили називе Маркса, Енгелса, Лењина и Стаљина.
Већ до краја четрдесетих година 20. века венцима су враћена пређашња имена српских војвода.

## Венци у Сомбору
- Венац војводе Степе Степановића,
- Венац војводе Петра Бојовића,
- Венац војводе Живојина Мишића и
- Венац војводе Радомира Путника.

## Улице унутар четири сомборска Венца
- Улица Краља Петра I (Сомбор)
- Трг цара Лазара (Сомбор)
- Улица Париска (Сомбор)
- Улица Читаоничка (Сомбор)
- Улица Вељка Петровића (Сомбор)
- Улица Лазе Костића (Сомбор)
- Улица Златне греде (Сомбор)
- Улица Доситејева (Сомбор)
- Улица Аврама Мразовића (Сомбор)
- Улица Мирна (Сомбор)
- Улица Коњовићева (Сомбор)
- Улица Николе Вукићевића (Сомбор)
- Улица Змај Јовина (Сомбор)
- Улица Његошева (Сомбор)
- Улица Василија Ковачића (Сомбор)

## Галерија
- Табла са називом Венца војводе Радомира Путника
- Табла са називом Венца војводе Степе Степановића
- Табла са називом Венца војводе Петра Бојовића
- Табла са називом Венца војводе Живојина Мишића